# نيخو ودالماتا
نيخو ودلماتا (Ñejo & Dálmata) ، هما ثنائي ريغيتون من بونس ، بورتوريكو. ولد نيخو في 20 يونيو 1975 وولد دالماتا في 27 فبراير 1979. لقد عملوا معًا في تعاون مع فنانين آخرين من الريغيتون قبل أن يطلقوا ألبومهم الثنائي Broke &amp; Famous في عام 2007 والذي بلغ ذروته في 8 على «مخطط ألبومات Billboard Latin Rhythms» وفي 9 على «Top Heatseekers (جنوب المحيط الأطلسي) Chart»، مثل بالإضافة إلى عدد من أغنياتهم المنفردة المخططة أيضًا على Billboard.

## روابط خارجية
- نيخو في موقع MySpace
- دالماتا في MySpace
- نيخو في تويتر
- دالماتا في Twitter
- نيخو في Instagram
- دالماتا في Instagram